# مارك كاستلز
مارك كاستلز (بالإسبانية: Marc Castells)‏ هو لاعب كرة قدم إسباني، ولد في 12 مارس 1990 في بلنسية في إسبانيا. لعب مع بوليديبورتيفو إيخيذو وريال أوفييدو ونادي أستيراس تريبوليس ونادي كاستييون ونادي لاريسا.

## وصلات خارجية
- مارك كاستلز على موقع قاعدة بيانات كرة القدم.إي يو (الإنجليزية)
- مارك كاستلز على موقع Soccerway.com (الإنجليزية)